# Hugo Alcântara
Hugo Alcântara (n.28 iulie 1979, Cuiabá, Brazilia) este un fost fotbalist brazilian care a fost legitimat la clubul CFR Cluj.

## Performanțe internaționale
A jucat pentru CFR Cluj în grupele UEFA Champions League 2008-09, contabilizând un meci în această competiție.

## Titluri
| Sezon   | Club          | Titlu              |
| ------- | ------------- | ------------------ |
| 2008-09 | CFR 1907 Cluj | Cupa României      |
| 2009    | CFR 1907 Cluj | Supercupa României |
| 2009-10 | CFR 1907 Cluj | Liga I             |